# Kazimierz Brzeziński (poseł)
Kazimierz Brzeziński (ur. 1 grudnia 1895 w Michałowie, zm. 11 sierpnia 1965 w Otwocku) – polski ziemianin, polityk i działacz społeczny, poseł na Sejm III kadencji w II RP z ramienia Stronnictwa Narodowego.

## Życiorys[1]

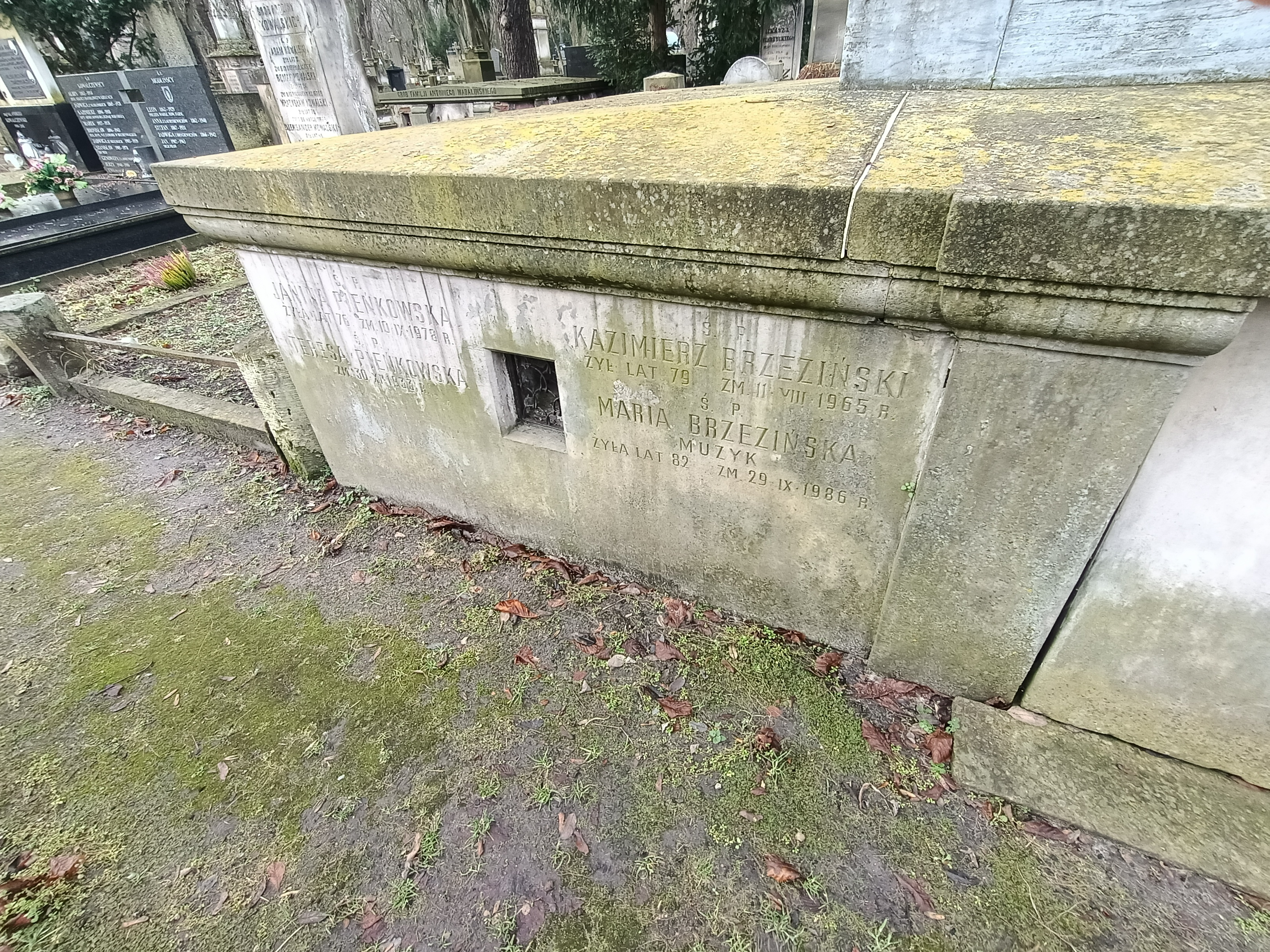
Grób Kazimierza Brzezińskiego na cmentarzu Powązkowskim

Do 1914 roku uczęszczał do II Gimnazjum Realnego w Krakowie. Wyjechał ze względów zdrowotnych do Szwajcarii i tam w 1918 roku zdał maturę w gimnazjum w Davos. Po powrocie, od stycznia 1919 prowadził wraz z ojcem 700-hektarowy majątek ziemski w Lechanicach pod Grójcem. Był członkiem tamtejszej Rady Gminnej. Wspierał w tym czasie budowę szkoły powszechnej we Wrociszewie. Przyjaźnił się ze Stanisławem Wyszyńskim, wrociszewskim organistą, któremu współfinansował naukę syna, późniejszego Prymasa Polski Stefana Wyszyńskiego. W 1920 roku był pełnomocnikiem i przewodniczącym Obywatelskiego Komitetu Obrony Państwa w gminie Nowa Wieś. W 1925 zorganizował Kasę Spółdzielczą im. Stefczyka w Lechanicach, której został prezesem Rady Nadzorczej. Od 1928 roku był członkiem Stronnictwa Narodowego. W 1930 zdobył mandat z listy nr 4, w okręgu wyborczym nr 12 (Grodzisk Mazowiecki), lecz zrezygnował z niego na rzecz prezesa Stronnictwa Tadeusza Bieleckiego. W latach 1929–1942 prezes SN na powiat Grójec, a w latach 1942–1944 okręgu Warszawa-Ziemska. 
W czasie okupacji uratował wielu młodych mężczyzn przed wywózką na roboty przymusowe, wykupując ich z rąk władz okupacyjnych. Wspierał działalność Narodowej Organizacji Wojskowej oraz współpracował z Armią Krajową w obwodzie grójeckim. Spotkał wtedy Józefa Zadzierskiego ps. „Wołyniak”, którego uczył podstaw działalności konspiracyjnej.
Po zakończeniu II wojny światowej został pozbawiony majątku rodzinnego. Aresztowany w kwietniu 1945 roku przez Urząd Bezpieczeństwa w Warszawie. Był więziony w Rembertowie, Poznaniu, Rawiczu i na warszawskiej Pradze. Po zwolnieniu z więzienia, od stycznia 1946 był urzędnikiem w prywatnej firmie budowlanej, a od kwietnia urzędnikiem w Zrzeszeniu Przetwórstwa Zbożowego w Warszawie. W lutym 1946 został ponownie prezesem okręgu Warszawa-Ziemska nielegalnie działającego Stronnictwa Narodowego. Aresztowany ponownie 3 lutego 1947 w Warszawie, został skazany na 6 lat więzienia. Na mocy amnestii wyrok skrócono do 3 lat, lecz ostatecznie Wojskowy Sądu Rejonowy skazał go na 4 lata więzienia i utratę praw obywatelskich na 2 lata. Podczas pobytu w więzieniu odnowiła się gruźlica i choroba serca. Mimo prośb rodzin, ciężko chory, wyszedł z więzienia 3 lutego 1951, po odbyciu całego wyroku.
Zmarł 11 sierpnia 1965 roku i został pochowany na cmentarzu Powązkowskim w Warszawie (kwatera 27 wprost-3-6).

## Rodzina
Syn ziemianina Kazimierza i Felicji z domu D’Altrozzo. Miał siostrę - Marię. Jego żoną była Anna z Piaseckich, z którą miał córkę.